# 게이트 (록맨 X)
게이트(Gate, ゲイト)는 록맨 X에서 나오는 등장인물의 일종이다.

## 개요
록맨 X6에서 등장하며, 성우는 후지와라 케이지. 레플리로이드 공학의 연구원이었으나 너무나 천재적인 그의 연구는 다른 사람들은 이해할 수 없는 범위였고, 그의 오만한 성격까지 작용해서 자연히 고립된다. 에이리아와 라이벌인 사이다. 시그마처럼 레프리로이드만의 세계를 구축하려는 야망을 품고 있다.

## 행적
록맨 X5 이야기 이후 제로의 DNA파편을 얻어 하이맥스/나이트메어 바이러스를 만들었다. 시그마 스테이지3에서 등장하는 보스 전투시에는 황금으로 뒤덮인 갑옷으로 싸우고 하이맥스처럼 어떤 공격에도 통하지 않지만 게이트 본인이 방충하는 에너지 볼을 파괴한 파편으로 데미지를 입힐 수 있으며, 제로/엑스에게 패배한 뒤 결국 부활한 시그마의 손에 처리당한다. 마지막 엔딩에서 주인공 들에게 구출되었다.